# Carl Riedel (Radsportler)
Carl Riedel (* 21. April 1936 in Leipzig) ist ein ehemaliger deutscher Radsportler und DDR-Meister im Radsport.

## Sportliche Laufbahn
Carl Riedel bestritt zunächst vorrangig Straßenrennen. So nahm er 1956 an der DDR-Rundfahrt teil und belegte den 69. Platz. Riedel gewann 1967 hinter Schrittmacher Hermann Kretsch die DDR-Meisterschaft der Steher. Er startete damals für den SC Leipzig.  International trat er mit dem Sieg bei der Internationalen Meisterschaft der Steher in Brno 1965 hervor. Wenig später beendete er seine Laufbahn als Bahnfahrer und wechselte in das Lager der Schrittmacher. Einen weiteren DDR-Meistertitel, diesmal als Schrittmacher, gewann er mit Ronald Hempel 1985. Beide starteten damals für den Verein BSG Aufbau Centrum Leipzig. Ein Jahr später konnten beide den Titel verteidigen. Dies gelang erneut 1987.
Riedel gewann mit Erhard Hancke an der Rolle 1970 die Bronzemedaille bei den Meisterschaften. Dies wiederholte er 1974 (für den SC DHfK Leipzig startend) mit Roland Barts aus Berlin, 1977 mit dem mehrfachen DDR-Meister Karl Kaminski, 1978 mit Michael Schiffner, 1981 und 1984 erneut mit Roland Hempel.
1982 und 1983 führte er Roland Hempel zur Silbermedaille. Bei der letzten DDR-Meisterschaft 1990 belegte er mit Holger Ehnert ebenfalls den zweiten Platz. Riedel blieb viele Jahre als Schrittmacher aktiv. In der Saison 1985 war er mit neun Siegen der erfolgreichste Schrittmacher der DDR.